# Lanzarana largeni
Lanzarana largeni es una especie de anfibio anuro de la familia Ptychadenidae y única representante del género Lanzarana.

## Distribución geográfica y hábitat
Es endémica de Somalia; quizá en zonas adyacentes de Etiopía. Su rango altitudinal oscila entre 0 y 500 m s. n. m..

## Estado de conservación
Se encuentra amenazada por la pérdida de su hábitat natural.